# Charles Romain Latellier-Valezé
Charles Romain Latellier-Valezé (Argentan, 18 aprile 1812 – Parigi, 11 ottobre ...) è stato un generale francese.

## Biografia
Entrato nell'esercito francese nel 1830, venne da subito destinato all'Algeria dove prese parte alla battaglia e poi all'assedio di Costantina. Nel 1848 venne nominato aiutante di campo del generale Louis Eugène Cavaignac, per passare l'anno successivo nel medesimo ruolo al generale Nicolas Changarnier.
Prese quindi parte alla prima guerra d'indipendenza italiana, alla guerra di Crimea, alla seconda guerra d'indipendenza italiana (in particolare prendendo parte alla battaglia di Magenta ed all'intervento francese in Messico. Tornò in Francia al seguito del generale Charles de Lorencez, sotto il quale aveva combattuto nella Battaglia di Puebla. Il generale Charles Auguste Frossard gli assegnò il comando di una delle brigate della 2^ armata con la quale prese parte alla guerra franco-prussiana; a seguito della sconfitta della Francia a Sedan, venne tratto prigioniero dai tedeschi.
Liberato, venne chiamato dal presidente Adolphe Thiers (del quale divenne particolarmente amico) a ricoprire il ruolo di sottosegretario al ministero della guerra dopo le dimissioni del generale Adolphe Le Flô, durante il delicato momento della militarizzazione di Parigi. Ottenne quindi il comando della divisione militare di stanza a Rouen, divenendo senatore dal 16 novembre 1873 e sedendo tra i banchi del centro-sinistra.